# Río Grande (Oaxaca)
Der Río Grande ist ein ca. 80 km langer Küstenfluss im Süden des mexikanischen Bundesstaats Oaxaca.

## Verlauf
Der Río Grande entspringt in ca. 1300 m Höhe in den dicht bewaldeten Bergen der Sierra Madre del Sur etwa 5 km südlich der Kleinstadt San Miguel Panixtlahuaca. Von dort  fließt er konstant in südlicher Richtung durch kaum besiedeltes Gebiet, bis er ca. 50 km westlich der Küstenstadt Puerto Escondido bzw. etwa 6 km südwestlich der Stadt Río Grande o Piedra Parada in den Pazifik mündet.

## Nebenflüsse
Ein einziger bedeutsamer Nebenfluss mündet – von Osten kommend – etwa auf halber Strecke in den Río Grande ein.